# Retrat fotogràfic
El retrat fotogràfic o la fotografia de retrat és un gènere fotogràfic on es reuneixen tot un seguit d'iniciatives artístiques que giren entorn de la idea de mostrar les característiques físiques, l'expressió, personalitat, i estat d'ànim de la persona o persones que apareixen en les fotografies. Com altres tipus de retrat, el focus de la fotografia és normalment la cara de la persona, tot i que el cos sencer i el fons o el context poden ser-hi inclosos.
La seva pràctica es troba ja en els inicis de la fotografia, on destaca la tasca realitzada pels fotògrafs ambulants, els fotògrafs comercials dels estudis parisencs, els primers retrats psicològics, el retrat popular presentat per la fotografia academicista, així com l'obra documental de David Octavius Hill.
Figures d'interès en el camp del retrat fotogràfic són Richard Avedon, Brassaï, Walker Evans, August Sander, Arnold Newman i Annie Leibovitz, entre d'altres.

## Història

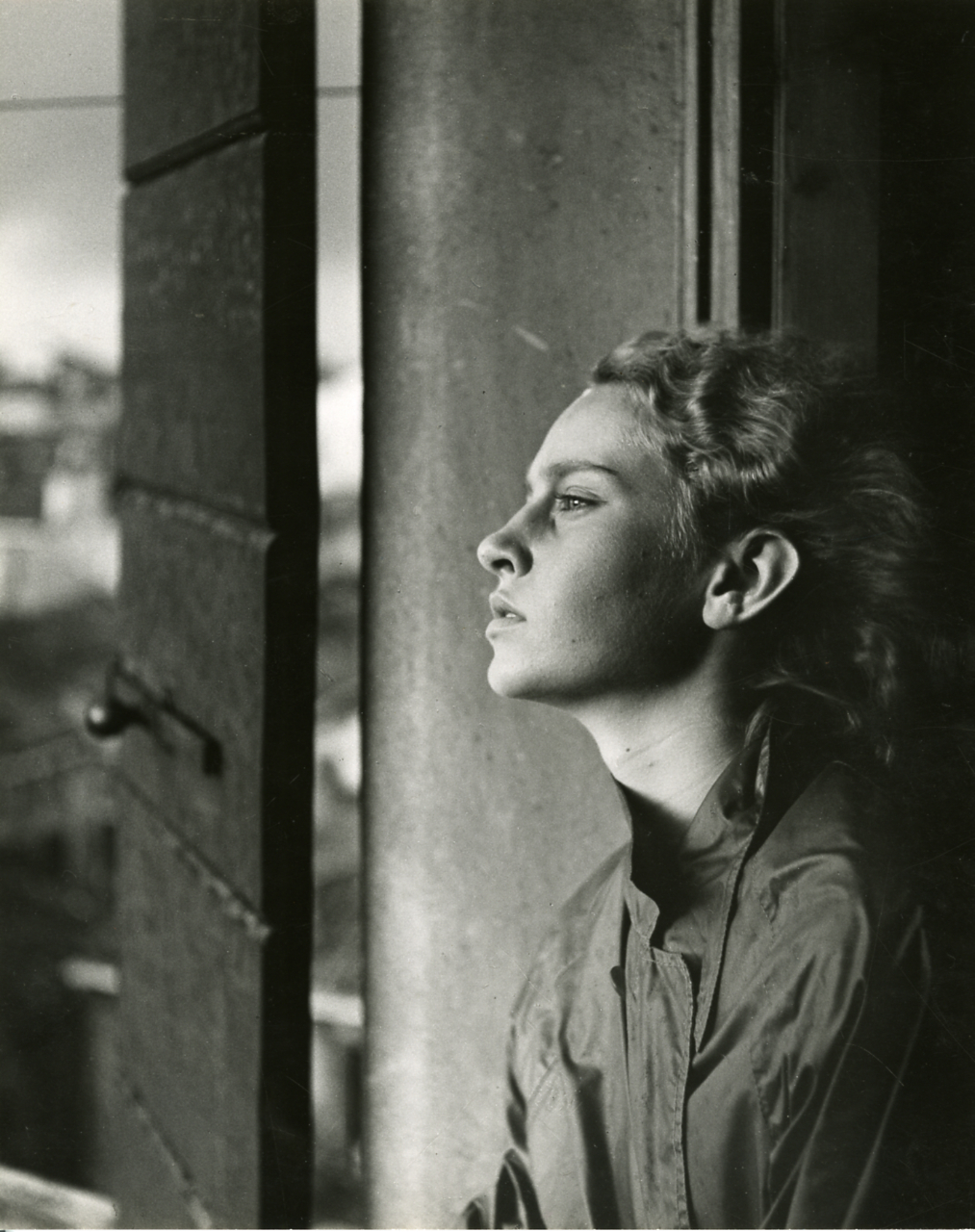
Retrat fotogràfic per Paolo Monti, 1955.

Les fotografies de retrat s'han fet des de la invenció virtual de la càmera. El relativament baix cost del daguerreotip a meitats del segle xix i el reduït temps durant el qual el subjecte havia de posar (tot i que molt més que en l'actualitat), va dur a un augment general en la popularitat de la fotografia de retrat, per damunt del retrat pintat. L'estil d'aquestes obres primerenques va reflectir els reptes tècnics associats amb temps d'exposició llargs i l'estètica pictòrica del moment. Els subjectes eren generalment asseguts davant de fons senzills i il·luminats amb la llum suau d'una finestra elevada i qualsevol altra cosa que pogués ser reflectida amb miralls. Un cop els avenços en tècniques i equipament fotogràfic es van desenvolupar, van donar als fotògrafs l'habilitat de capturar imatges amb temps d'exposició més curts i de fer retrats fora l'estudi.
Els representants principals del retrat fotogràfic en els seus inicis són Nadar, Disdéri, Julia Margaret Cameron, Lewis Carroll, Gustave Le Gray, Étienne Carjat, Antoine Samuel Adam-Salomon, Pierre Petit o Lady Clementina Hawarden. Amb posterioritat el gènere va anar evolucionant de forma paral·lela als esdeveniments de la història de la fotografia, raó per la qual, al costat de fotògrafs que es dediquen en exclusiva al que podríem entendre com la forma més ortodoxa del retrat fotogràfic, ens trobem amb fotògrafs adscrits a moviments concrets que s'apropen al retrat fotogràfic amb les idees i tècniques pròpies d'aquests corrents.
Dins del camp del retrat fotogràfic, durant el segle xix i principis del xx es desenvolupa amb força un subgènere propi conegut com la fotografia de difunts, en la qual destaca l'obra del fotògraf espanyol Fernando Navarro. Altres subgèneres són les fotografies de cerimònies (d'entre les quals destaca la de bodes), les familiars, i les sènior.

## Estils de retrat

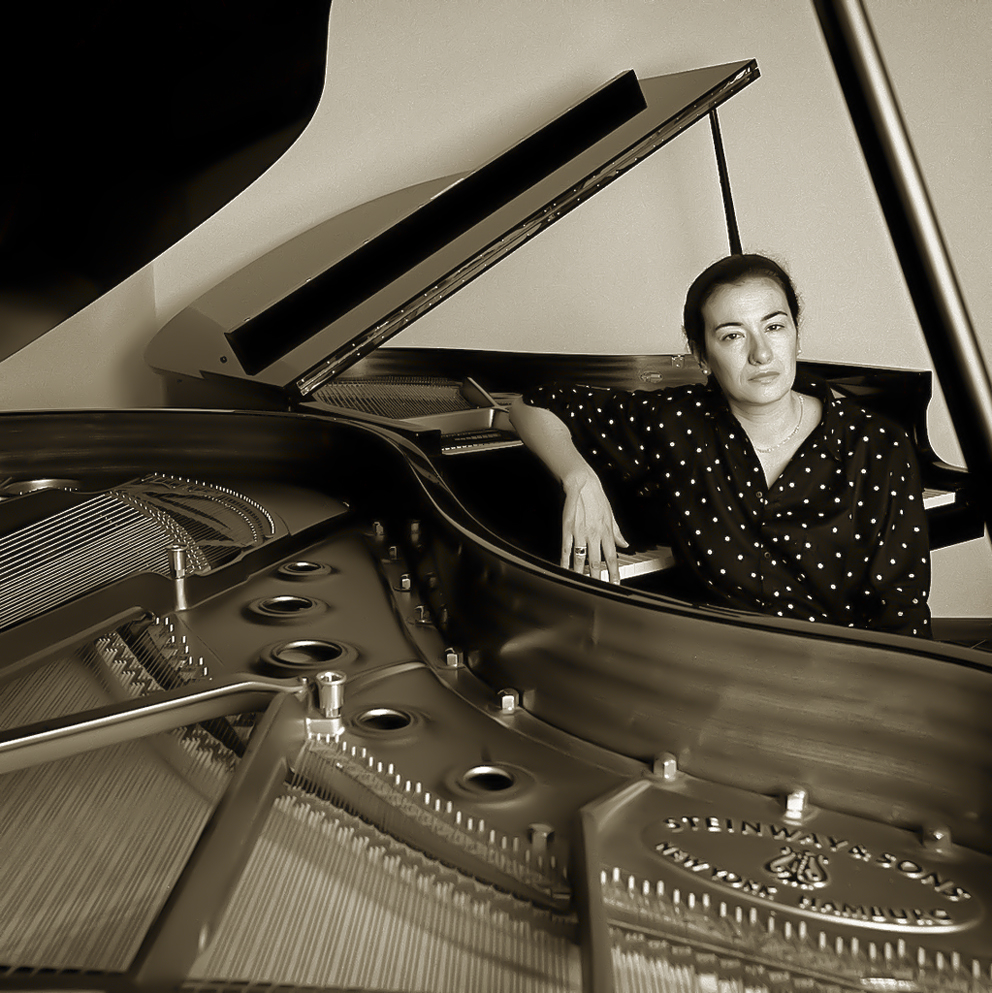
Retrat formal de Laura De Fusco per Augusto De Luca (1987)

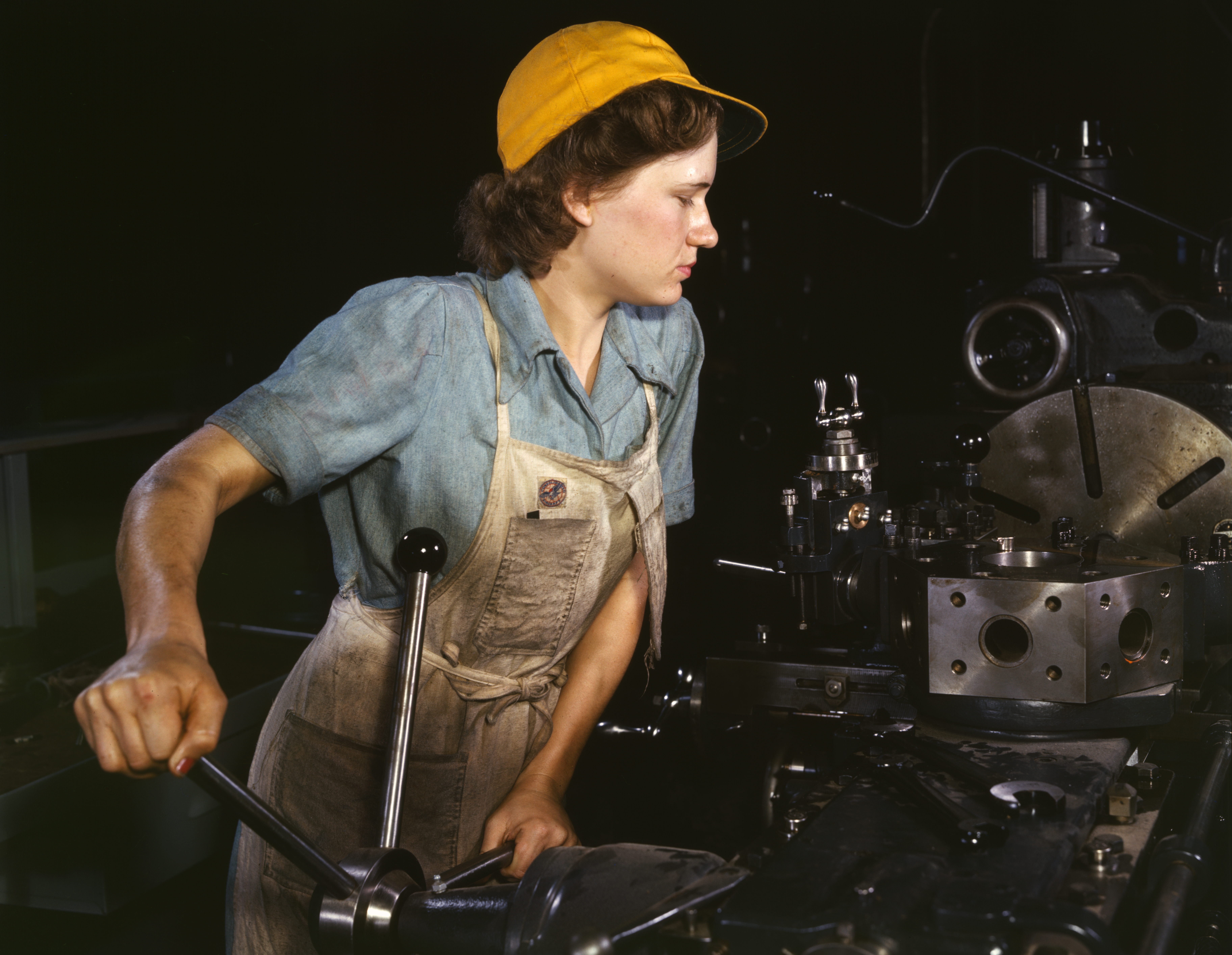
Retrat ambiental (1942)

Hi ha moltes tècniques diferents de retrat fotogràfic. El més habitual és capturar els ulls i la cara del subjecte de manera que estiguin ben enfocats, i deixar que altres elements menys importants estiguin una mica més desenfocats, tot i que també es fan fotografies on el focus de la composició poden ser les mans, els ulls o part del tors del subjecte.
En funció del grau de cooperació entre el fotògraf i el subjecte, el retrat pot ser formal (on el model està posant de manera activa) o espontani (on el fotògraf esdevé un reporter i capta situacions que es donen de manera natural i sense la seva intervenció). En tots dos casos cal analitzar el subjecte i la situació per a poder captar allò que es vol transmetre.

### Aproximacions al retrat
Hi ha essencialment quatre maneres d'abordar el retrat fotogràfic: la constructionista, l'ambiental, la càndida i la creativa. Cadascuna ha estat utilitzada al llarg del temps per diferents raons, siguin tècniques, artístiques o culturals.
- L'aproximació construccionista es dona quan el fotògraf construeix a la foto una idea al voltant del retrat: una família feliç, una parella romàntica, un executiu que inspira confiança, etc. És l'aproximació que s'utilitza a la majoria de fotografies d'estudi i socials, encara que també és usada extensament en publicitat i màrqueting quan s'ha de comunicar una idea.

- L'aproximació ambiental mostra el subjecte en el seu entorn, ja sigui a la feina, el lleure, en societat o en un ambient familiar, i normalment són retratats fent alguna cosa (un mestre en una aula, un artista en un estudi, un nen en un pati, ...) Amb aquesta aproximació s'ensenya més sobre el subjecte,[6] i les fotografies poden arribar a tenir importància històrica i social com a fonts primàries d'informació.

- L'aproximació càndida és aquella en la que les persones són fotografiades sense el seu coneixement, en la seva vida diària.[7][8] Mentre que aquest plantejament, fet per paparazzi, és criticat, una menys invasiva fotografia càndida ha aportat imatges magnífiques i importants de persones en diverses situacions i llocs durant l'últim segle, com ara les fotografies de parisencs de Robert Doisneau i Henri Cartier-Bresson. De la mateixa manera que l'ambiental, aquesta aproximació és important com a font històrica d'informació sobre les persones.

- L'aproximació creativa és on el retoc digital (i anteriorment la manipulació al laboratori) és utilitzada per a produir retrats meravellosos. En l'actualitat està esdevenint una forma important de retrat, ja que cada cop aquestes tècniques són més enteses i àmpliament utilitzades.

## Il·luminació per retrat

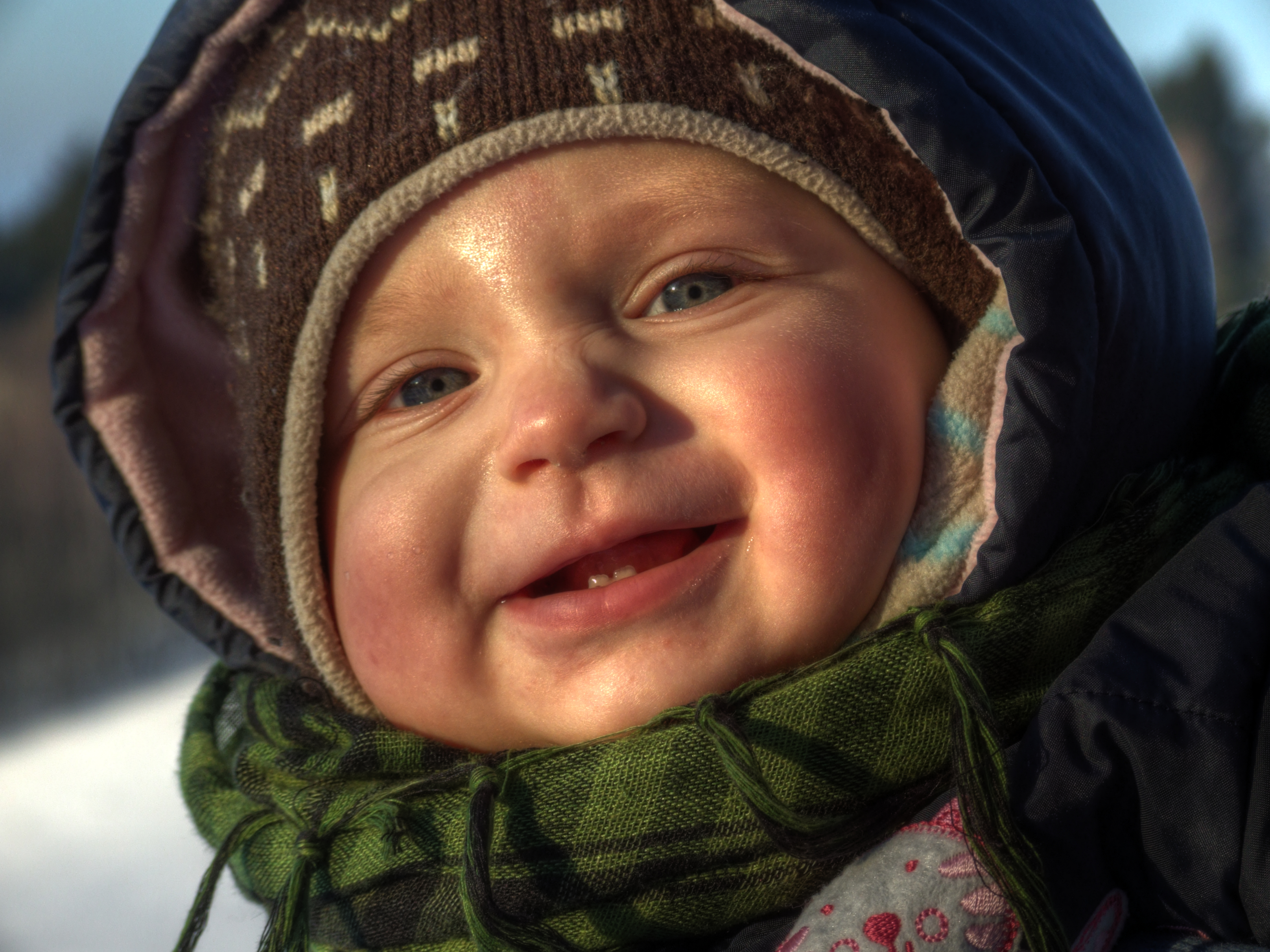
Retrat d'hivern d'una nena de deu mesos.

Quan els retrats fotogràfics són compostos i capturats en un estudi, el fotògraf té control sobre la il·luminació de la composició del subjecte i pot ajustar la direcció i intensitat de la llum, encara que habitualment la millor i més afavoridora sol ser una llum suau i difusa. Hi ha moltes maneres d'il·luminar la cara del subjecte, però els principals esquemes d'il·luminació són prou fàcils de descriure:

### Il·luminació de tres punts
És un dels esquemes més bàsics, i utilitza tres (i de vegades quatre) llums per a modelar completament les característiques del subjecte, mostrant-ne els detalls i les tres dimensions. Aquests tres llums principals utilitzats en aquest esquema són els següents:
Llum clau
També anomenat llum principal. Normalment es col·loca cap a un costat de la cara del subjecte, entre 30 i 60 graus respecte al centre i una mica més alt que el nivell dels ulls. El propòsit del llum clau és el de donar forma (modelar) el subjecte, típicament una cara. Això es basa en el primer principi de la il·luminació: el blanc surt del pla (s'apropa) i el negre torna al pla (s'enfonsa). La profunditat de l'ombra creada per la llum principal pot ser controlada amb un llum compensatori, i també utilitzant un reflector al costat oposat perquè ompli les ombres.
Llum compensatori
En fotografia moderna, el llum compensatori o de farcit sol utilitzar-se per a controlar el contrast en l'escena. Quasi sempre es col·loca per sobre de l'eix de l'objectiu, i és una font d'il·luminació gran. Com la quantitat de llum és menor que la del llum principal, el compensatori tan sols eleva les ombres, no les suavitza; això és particularment rellevant en fotografia digital, ja que el soroll es troba a les ombres. La intensitat relativa (ràtio) del llum principal sobre el compensatori es compta en "passos": un pas és el doble o la meitat de la intensitat del llum. Una reducció de dos passos en intensitat pel llum principal seria un punt d'inici típic per mantenir la dimensionalitat (modelat) en una fotografia de retrat (cap i espatlles).
Llum d'accent
Serveix per accentuar el subjecte, separant-lo del fons. N'hi pot haver molts, en una foto; per exemple, un llum il·luminant el cabell del subjecte per afegir un efecte de vora o il·luminant un fons per elevar els tons d'aquest, o un llum puntual sobre una bossa de mà en una fotografia de moda. Quan s'utilitza per a separar, normalment no hauria de ser més dominant que el llum principal.
Kicker
Un Kicker és una forma de llum d'accent, i sovint s'utilitza per donar una vora de retroil·luminació a un subjecte en el costat d'ombra d'aquest.

### Il·luminació de papallona

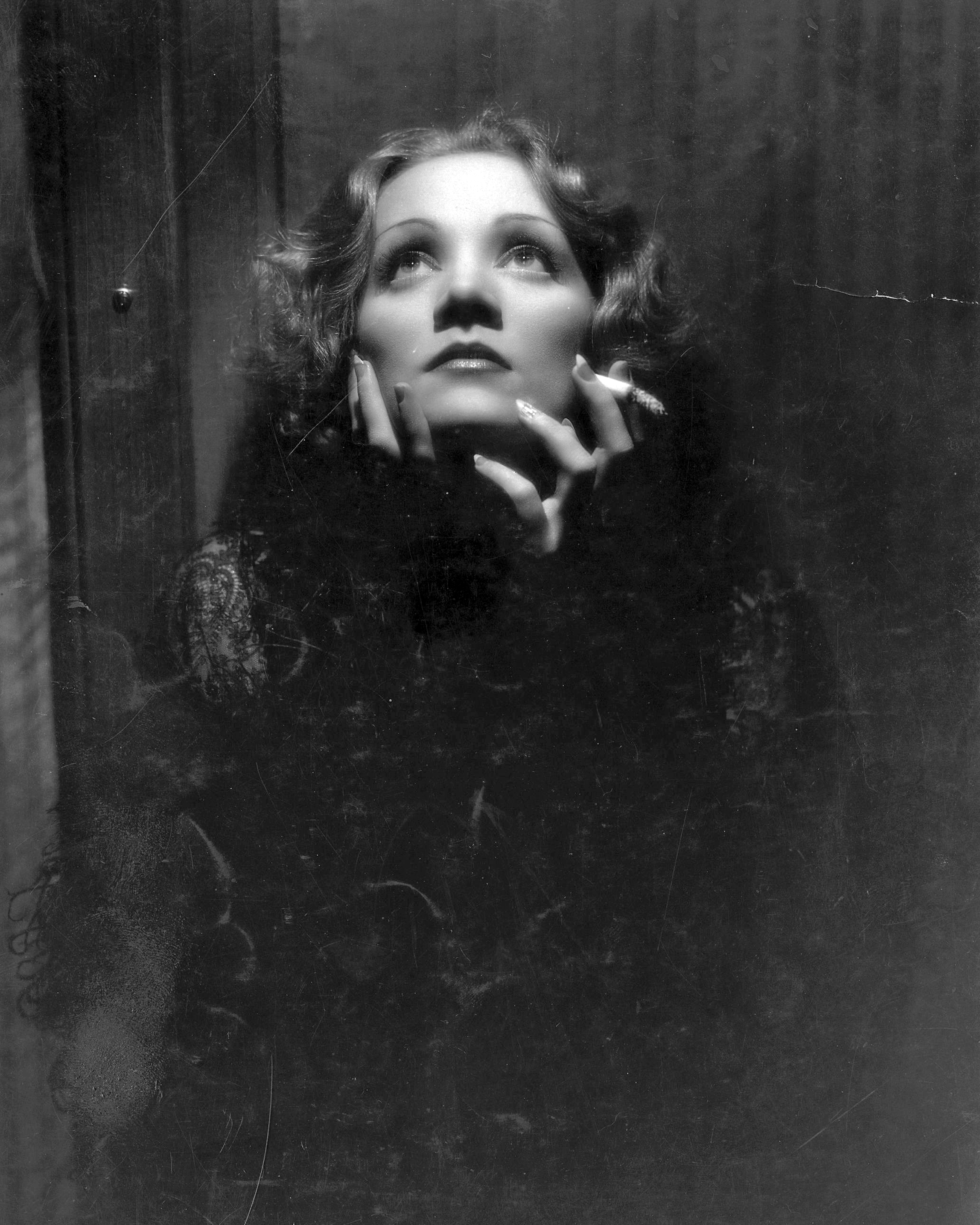
Il·luminació de papallona del director Josef von Sternberg, utilitzada per a realçar els trets de Marlene Dietrich en la fotografia icònica de Don English, publicitant la pel·lícula Shanghai Express (1932).

Aquest esquema només utilitza dos llums: el principal es col·loca directament davant del subjecte, sovint per sobre de la càmera o lleugerament cap a un costat, i una mica més alt del que és habitual per un esquema de tres punts, mentre que el segon llum crea un efecte de vora. Sovint es col·loca un reflector sota la cara per proporcionar al subjecte llum completa i suavitzar les ombres.
Aquesta il·luminació pot ser reconegut per la forta llum que cau sobre el front, el pont del nas i les galtes superiors, i per la marcada ombra sota el nas, que sovint sembla una papallona (d'aquí el nom). Aquesta era la il·luminació preferida del famós retratista de Hollywood George Hurrell, i per això a aquest estil sovint se l'anomena il·luminació Paramount.

### Llums accessoris
Aquests llums poden ser afegits als esquemes d'il·luminació bàsics per a proporcionar punts destacats addicionals o afegir definició de fons.
Llums de fons
No són tant una part de l'esquema d'il·luminació del retrat, sinó que estan dissenyats per a proporcionar il·luminació pel fons darrere del subjecte. Poden seleccionar detalls del fons, proporcionar un efecte d'halo il·luminant una porció del fons de darrere el cap del subjecte, o convertir el fons en blanc omplint-lo de llum.

### Altre equipament d'il·luminació
Es pot difuminar la llum fent servir qualsevol tipus de material translúcid, com ara paper vegetal o un llençol blanc, que actuaran com a difusors, o bé reflectors o flaixos. La majoria de llums utilitzats en la fotografia moderna són flaixos d'alguna classe. La llum per retrat normalment es difumina fent-la rebotar des de l'interior d'un paraigua, o utilitzant una caixa de llum, que és una caixa de tela que té un llum estroboscòpic, un costat del qual està fet de teixit translúcid; això proporciona una il·luminació més suau per al retrat, i sovint és considerat més agradable que la llum dura dels estroboscopis oberts.
El cabell i els llums de fons normalment no són difusos; és més important de controlar com arriba la llum a altres àrees del subjecte. Els snoots, barn doors i banderes o gobos ajuden a centrar els llums exactament on el fotògraf els vol. Els llums de fons són de vegades utilitzats amb filtres de color col·locats davant del llum per tal de crear fons de colors.

### Llum natural
Llum de finestra
Les finestres han estat utilitzades durant dècades com a font de llum pels retrats abans que es descobrissin les fonts de llum artificial. Segons Arthur Hammond, tant els fotògrafs aficionats com els professionals només necessiten dues coses per a il·luminar un retrat: una finestra i un reflector. Tot i que la llum de finestra limita les opcions comparada amb els llums artificials dona molt d'espai per a l'experimentació als fotògrafs d'aficionats. Un reflector blanc col·locat per reflectir la llum al costat més fosc de la cara del subjecte reduïrà el contrast. Com la velocitat d'obturació necessària és baixa es necessita trípode, però la il·luminació serà suau, difusa, natural i rica.
El millor moment per fer fotografies amb llum de finestra es considera que és al començament i al final del dia, quan la llum que entra per la finestra és més intensa. S'utilitzen cortines, reflectors, i para-sols reductors d'intensitat per tal d'aconseguir llum suau, mentre que els miralls i els vidres s'utilitzen per aconseguir una il·luminació de clau alta. Es poden utilitzar superfícies blanques (com cartolines) per a reflectir la llum i suavitzar les ombres, i també vidres de colors, filtres i objectes reflectors per a donar al retrat l'efecte de color desitjat. La composició d'ombres i llum suau dona als retrats il·luminats amb llum de finestra un efecte distintiu, diferent del dels retrats fets amb llum artificial.
Quan s'utilitza llum de finestra la posició de la càmera pot canviar-se per donar l'efecte desitjat. Col·locant-la darrere del subjecte es produeix una silueta de l'individu, mentre que posant-la adjacent al subjecte dona una combinació d'ombres i llum suau, i posant-la enfront del subjecte des del mateix punt que la font de llum produeix un efecte de clau alta amb menys ombres.
Llum exterior
És important trobar el lloc i el moment adequat, doncs la llum és diferent en diferents hores del dia, i també canvia segons l'època de l'any. Al matí i a la tarda la llum és més càlida i sol ser més adient per al retrat, i també els dies núvols, ja que ofereixen una claror suau i difusa. En cas que el sol sigui molt fort el més apropiat és col·locar el subjecte a l'ombra en algun lloc on el fons no sigui massa brillant, i utilitzar reflectors per a il·luminar més la cara o suavitzar les ombres.

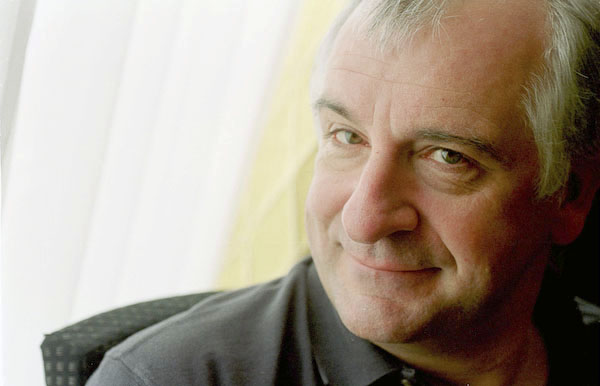
Il·luminació amb llum de finestra (costat)
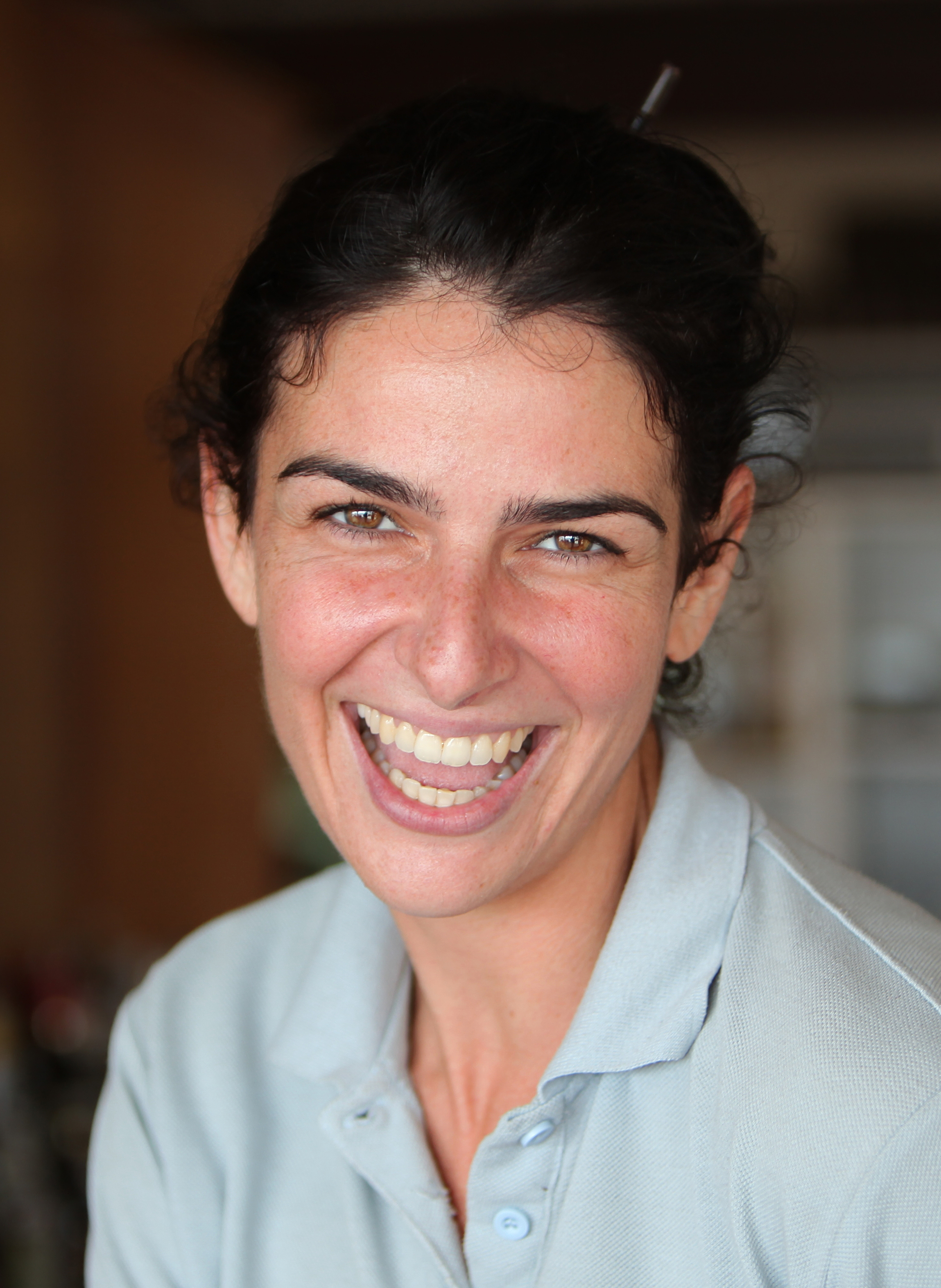
Il·luminació amb llum de finestra (davant)
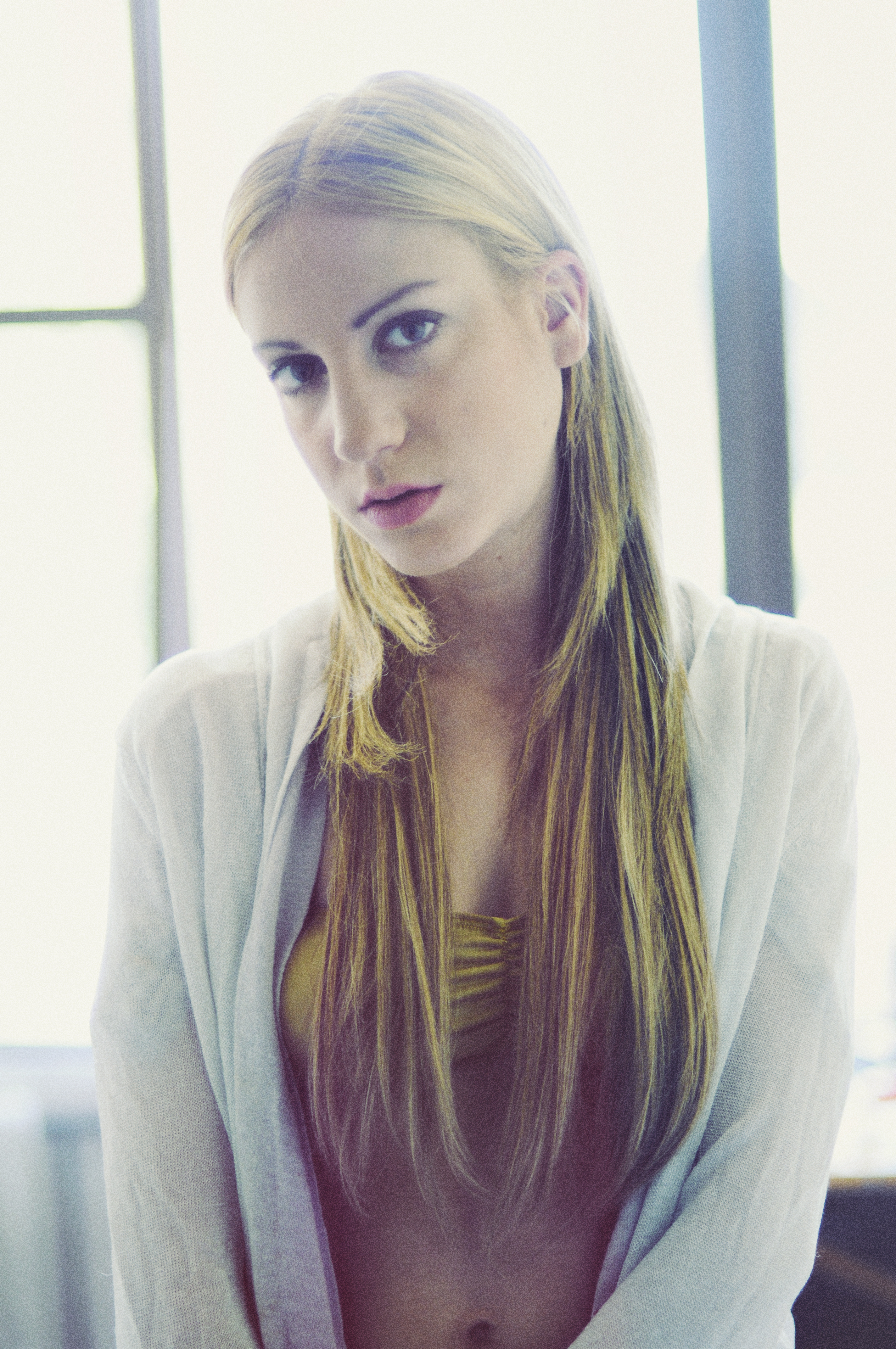
Il·luminació amb llum de finestra (darrere)
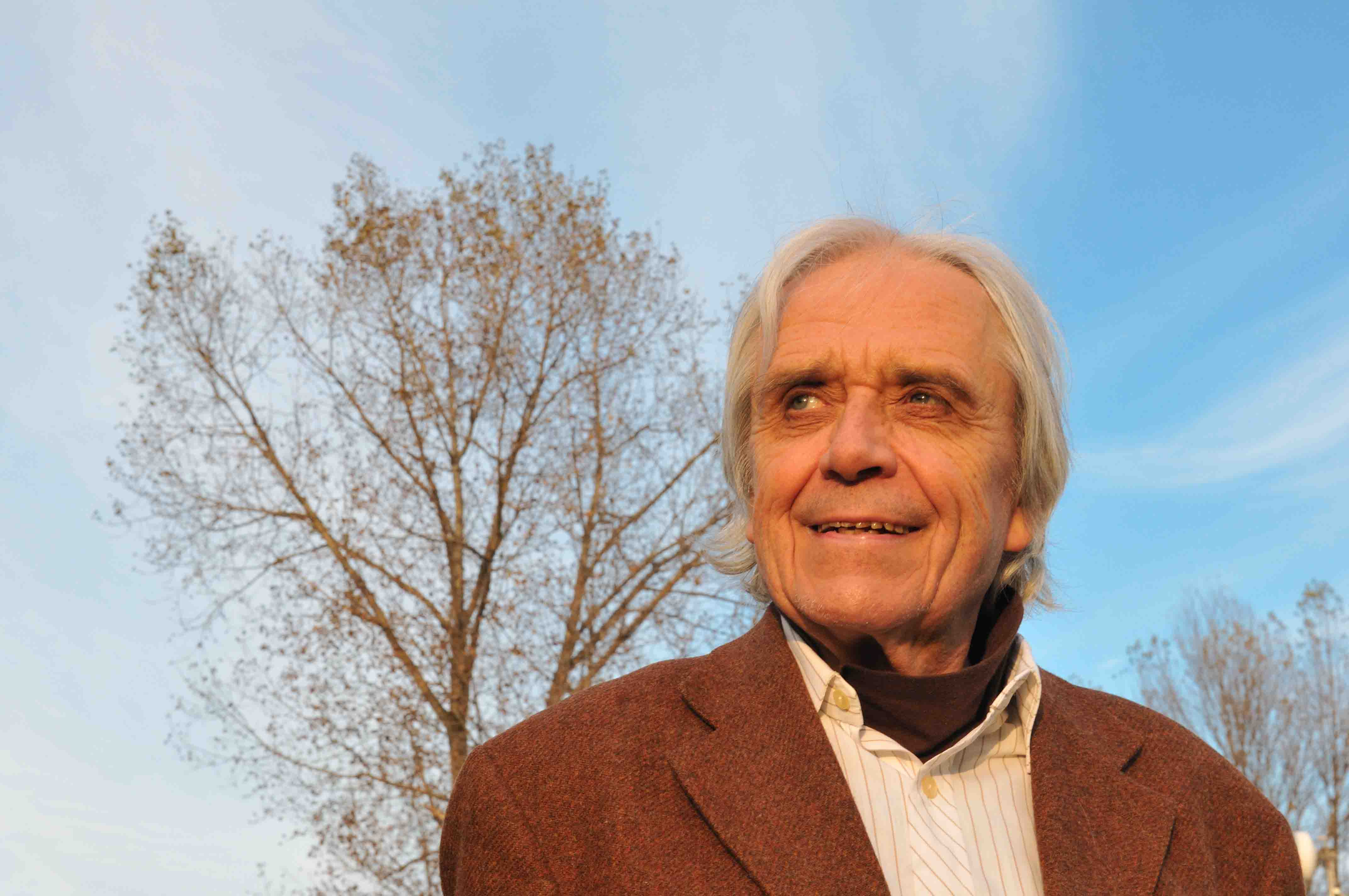
Il·luminació amb llum natural (suau)
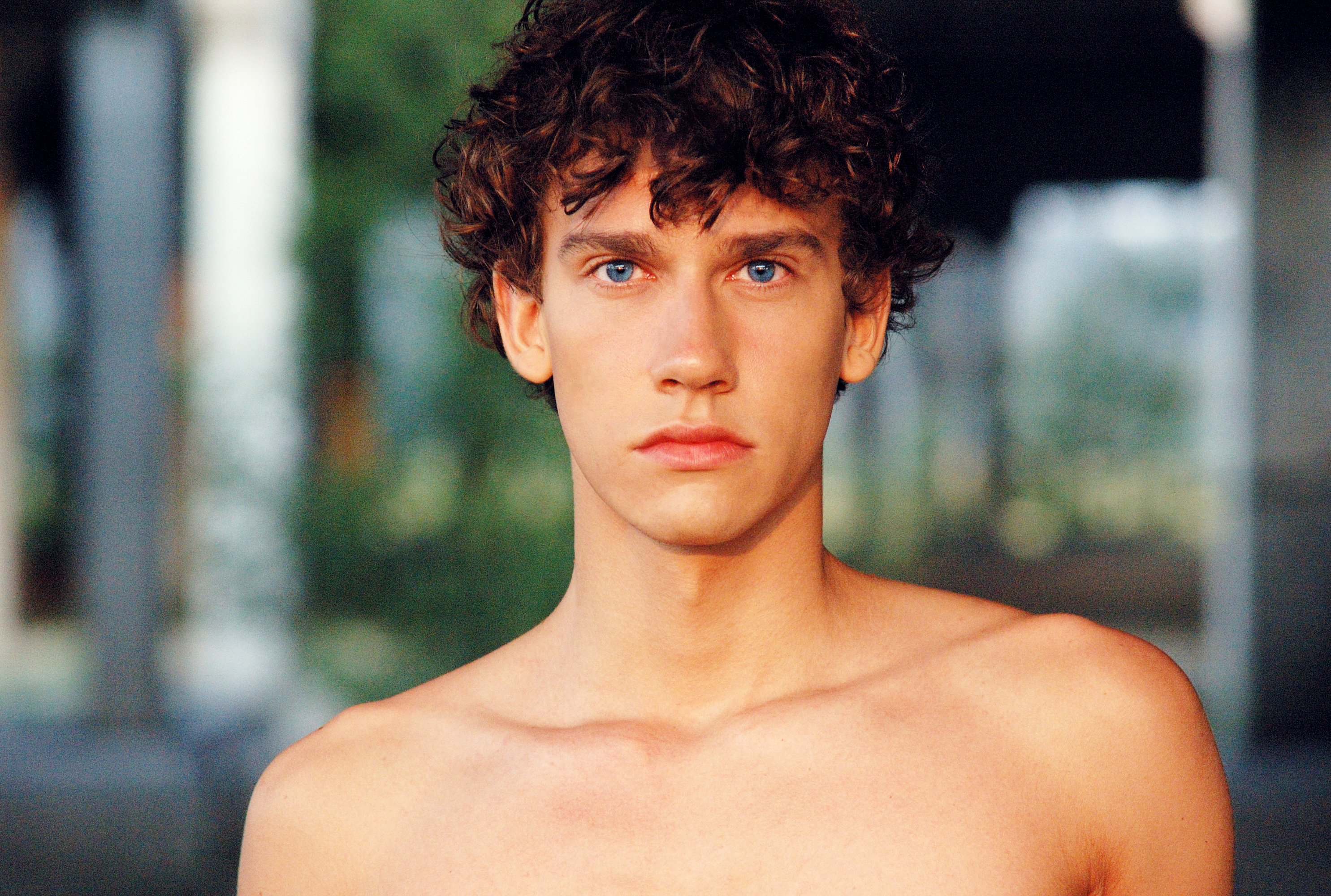
Il·luminació amb llum natural (intensa)

## Objectius

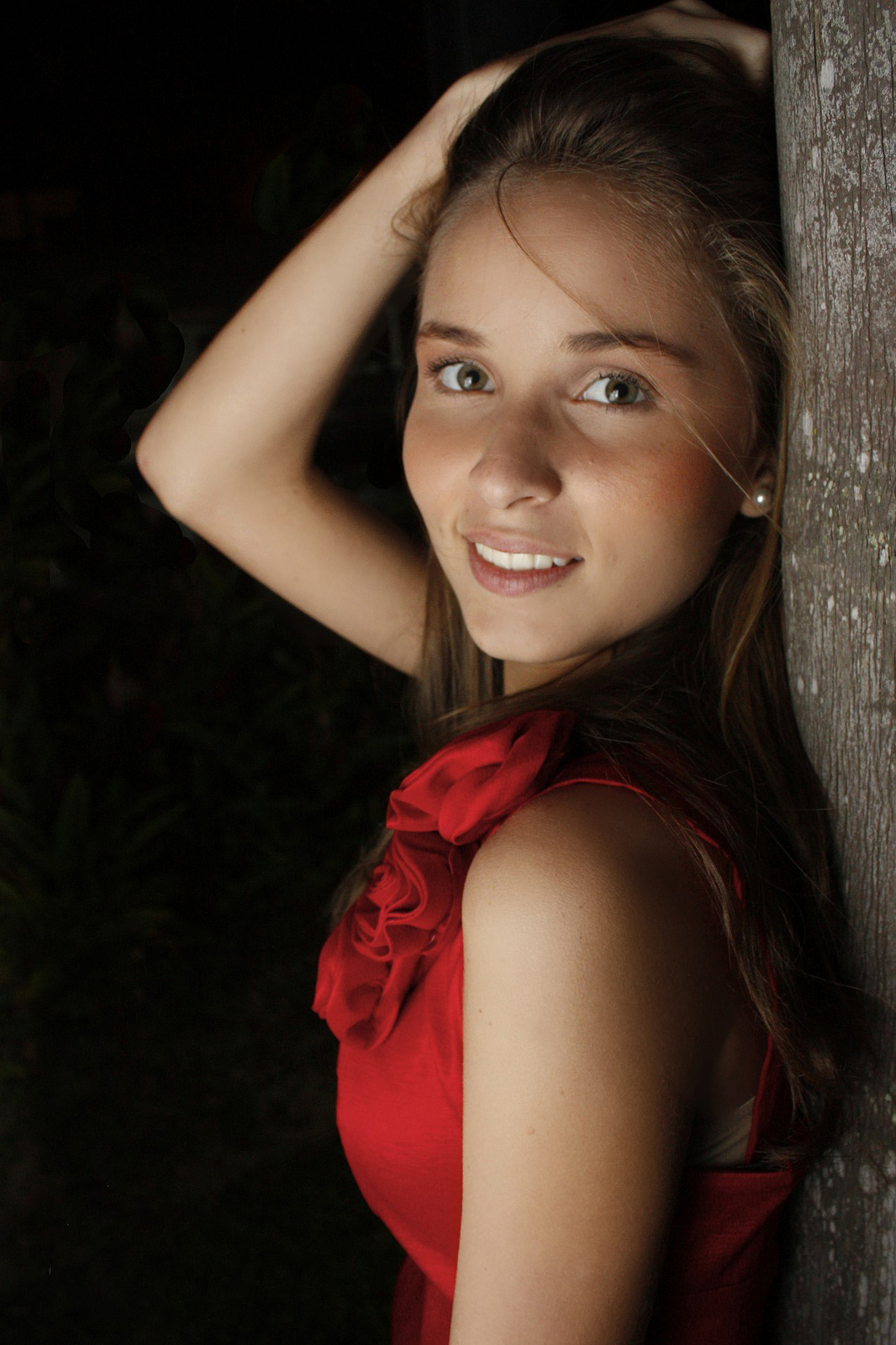
Retrat fet amb un objectiu gran angular de 18mm amb una obertura de f/4.5, obtenint gran profunditat de camp

Els objectius que s'utilitzen en la fotografia de retrat solen ser teleobjectius mitjans i ràpids, tot i que es pot utilitzar qualsevol tipus d'objectiu, depenent del propòsit artístic. El primer objectiu especial per a retrat va ser el Petzval, creat el 1840 per József Miksa Petzval; tenia un angle de visió relativament ampli de 30 graus, una distància focal de 150 mm, i un número f que oscil·lava entre el f/3.3 i el f/3.7.
Una distància focal clàssica està en la gamma de 80-135 mm per a pel·lícula de format 135, i aproximadament 150-400 mm per a gran format. Aquest angle de visió proporciona una distorsió de la perspectiva (aplanant-la) quan el subjecte s'emmarca per a incloure-hi el cap i les espatlles. Els objectius d'angles més amplis (amb distàncies focals més curtes) necessiten que la fotografia sigui presa de més a prop per a poder obtenir una mida equivalent, i les distorsions de perspectiva resultants fan que el nas sembli més gran i les orelles més petites, cosa que no es considera gaire afavoridora. Els objectius gran angulars, o fins i tot els ulls de peix, s'utilitzen, doncs, per a obtenir efectes artístics, especialment per a produir imatges grotesques. Per contra, les distàncies focals més llargues produeixen un aplanament més gran perquè són utilitzats de més lluny. Això fa que la comunicació entre el fotògraf i el subjecte sigui més difícil i la compenetració més reduïda; tanmateix poden ser utilitzats, particularment en fotografia de moda, però les grans distàncies requereixen un altaveu o walkie-talkie per a comunicar-se amb el model o els ajudants. En aquesta gamma, la diferència dins distorsió de la perspectiva entre el 85 mm i el 135 mm és força subtil.
En fotografia de retrat es prefereixen els objectius ràpids (obertura gran), ja que permeten profunditats de camp més curtes (desenfocant el fons), cosa que ajuda a aïllar el subjecte respecte al fons i a centrar-hi l'atenció. Això és particularment útil en el camp, on habitualment no es disposa d'un teló posterior darrere del tema, i el fons pot distreure. Els detalls de bokeh en el desenfocament resultant també s'han de considerar; alguns objectius, en particular els de tipus "DC" ("Defocus Control", control de desenfocament) de Nikon, són dissenyats per donar al fotògraf control sobre aquest aspecte, per proporcionar un anell addicional que actua només en la qualitat del bokeh, sense influir el primer pla (per això aquests objectius no són d'enfocament suau). Tanmateix, les obertures extremadament amples són usades amb menys freqüència, perquè tenen molt poca profunditat de camp i per això la cara del subjecte no estaria completament enfocada. Així, f/1.8 o f/2 és normalment la màxima obertura que s'utilitza; f/1.2 o f/1.4 poden utilitzar-se, però el desenfocament resultant pot ser considerat un efecte especial: els ulls estaran nítids, però les orelles i el nas no tant.
Per contra, en retrats d'ambient, on el subjecte és mostrat dins el seu entorn, més que no pas aïllat d'aquest, el desenfocament del fons és menys desitjable, i s'utilitzen objectius gran angulars per a mostrar més context.
Finalment, el flou (aberració esfèrica) és de vegades un efecte desitjat, particularment en la fotografia glamour on l'aspecte "diàfan" pot ser considerat afavoridor.
La majoria de vegades s'utilitzen objectius fixos (més lleugers, econòmics, ràpids i de major qualitat), tant perquè el zoom no és necessari per a fotografiar posats com perquè aquest pot causar distorsions geomètriques (de barril o de coixinet), altament desfavoridores. Tanmateix, els zooms poden ser utilitzats, particularment en fotografia càndida o per a estimular enquadraments creatius.

## Regla de la mirada[25]

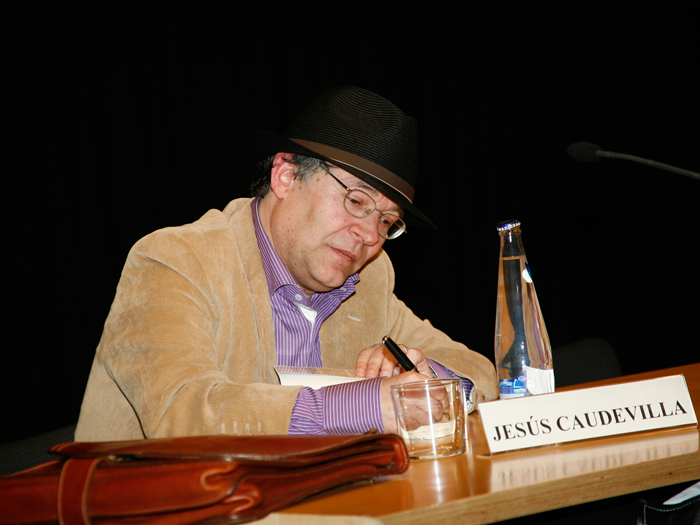
Fotografia retrat de l'escriptor Jesús Caudevilla Pastor, exemple de l'ús de la regla de la mirada en tant que hi ha més espai per la part del davant del personatge que per la posterior.

La regla de la mirada és una regla bàsica en la composició fotogràfica i essencial en els retrats. Enuncia que tota persona o animal que apareix en la foto ha de tenir més espai lliure per la part davantera que el que ocupa la seva part posterior, independentment de l'enquadrament general de la fotografia. Això respon a respectar la mirada del subjecte, i així la fotografia guanya expressivitat, ja que s'inclou, encara que no aparegui en la fotografia, allò que esta mirant el personatge; d'aquesta manera s'estableix un diàleg entre el personatge i l'espectador de la fotografia.
Nogensmenys, aquesta regla pot resultar contraproduent en algunes situacions, i fer perdre expressivitat a la fotografia, situacions en què no s'ha de seguir l'enunciat d'aquesta regla. Algunes d'aquestes situacions:
- Quan el personatge no mira res o es vol expressar que aquest està donant l'esquena a alguna cosa. En aquest cas, s'invertiran els conceptes de la regla de la mirada i es deixarà més espai per la part posterior del personatge. Així, es transmet una sensació de refús o aïllament del personatge.
- Quan la fotografia vol incomodar i desconcertar l'espectador. En aquesta situació, trencar amb la regla de la mirada significa un trencament amb les regles lògiques de composició fotogràfica del retrat i, per tant, l'espectador està desconcertat, ja que la fotografia li ha trencat el recorregut visual lògic.
- Quan el personatge mira directament a càmera no entra en joc la regla de la mirada, ja que el que agafa pes en aquest tipus d'imatges és la relació que s'estableix entre el fotografiat i el fotògraf, entre el fotografiat i l'espectador.
- Quan el personatge està mirant alguna cosa que es troba dins de l'enquadrament. En aquesta situació, per sobre de la regla de la mirada es troba la relació que s'estableix entre el fotografiat i allò que està mirant, i poder-ho compondre de manera que l'espectador visualitzi la imatge com un conjunt i no com una imatge fragmentada. Per tant, si convé trencar amb la regla de la mirada per aconseguir aquesta relació entre els elements interns de la imatge, es preferible trencar-la.